# Streetlight Manifesto
Gli Streetlight Manifesto sono un gruppo musicale ska punk statunitense nato a New Brunswick, New Jersey nel 2002.

## Storia
Pubblicarono il loro primo album,Everything Goes Numb, il 26 agosto 2003 tramite la Victory Records. Parte dei membri del gruppo erano già conosciuti per il contributo dato allo sviluppo della third wave of ska nel New Jersey, primo fra tutti uno dei fondatori della band, Tomas Kalnoky con i Catch 22.
Proprio l'album Keasbey Nights è un disco già edito dai Catch 22 nel 1998 ed è stato rifatto dai Streetlight Manifesto nel 2006.

## Formazione

### Formazione attuale
- Tomas Kalnoky - voce, chitarra
- Pete McCullough - basso, voce
- Mike Brown - sassofono, voce
- Dan Ross - sassofono, voce
- Jim Conti - sassofono, voce
- Chris Thatcher - batteria, percussioni
- Karl Lyden - trombone

### Ex componenti
- Matt Stewart - tromba, voce[1]
- Nadav Nirenberg - trombone

## Discografia
- 2003 - Everything Goes Numb
- 2006 -  Keasbey Nights
- 2007 -  Somewhere in the Between
- 2010 -  99 Songs of Revolution: Vol. 1
- 2013 - The Hands That Thieve